# Tornei di tennis femminili nel 1956
Prima della nascita del WTA Tour, ossia l'apertura alle tenniste professioniste dei tornei che prima di quell'anno erano riservati alle tenniste dilettanti, tutti gli eventi più importanti erano amatoriali, tra questi c'erano i tornei del Grande Slam: gli Australian Championships, gli Internazionali di Francia, il Torneo di Wimbledon e gli U.S. National Championships.

## Gennaio
| Settimana  | Torneo                                                                                     | Vincitore                                               | Finalista                                 | Semifinalisti | Eliminati ai quarti |
| ---------- | ------------------------------------------------------------------------------------------ | ------------------------------------------------------- | ----------------------------------------- | ------------- | ------------------- |
| 1º gennaio | Torneo di Valencia 1956 Valencia, Spagna Terra rossa Singolare - Doppio                    | Ilse Buding 6-3 3-6 6-2                                 | Maria Teran de Weiss                      |               |                     |
| 1º gennaio | Torneo di Valencia 1956 Valencia, Spagna Terra rossa Singolare - Doppio                    | Ilse Buding Edda Buding 8-6 6-4                         | Maria-Josefa de Riba Maria Estallela      |               |                     |
| 1º gennaio | Torneo di Valencia 1956 Valencia, Spagna Terra rossa Singolare - Doppio                    | Doppio misto: Pilar Barril Antonio Maggi walkover       | Maria-Josefa de Riba Milan Branovic       |               |                     |
| 2 gennaio  | South Australian Championships 1956 Adelaide, Australia Singolare - Doppio                 | Fay Muller 6-2 8-6                                      | Marie Toomey                              |               |                     |
| 2 gennaio  | South Australian Championships 1956 Adelaide, Australia Singolare - Doppio                 | Fay Muller Daphnee Seeney Fancutt 4-6 6-2 6-2           | Marie Toomey Loris Nichols                |               |                     |
| 2 gennaio  | South Australian Championships 1956 Adelaide, Australia Singolare - Doppio                 | Doppio misto: Finale posticipata                        |                                           |               |                     |
| 2 gennaio  | Asian Championships 1956 Calcutta, India Singolare - Doppio                                | Althea Gibson 6-3 9-11 6-2                              | Sachiko Kamo                              |               |                     |
| 2 gennaio  | Asian Championships 1956 Calcutta, India Singolare - Doppio                                | Inge Vogler Totta Zehden 6-3 9-7                        | Laura Woodbridge Sarah Mody               |               |                     |
| 2 gennaio  | Asian Championships 1956 Calcutta, India Singolare - Doppio                                | Doppio misto: Althea Gibson Hamilton Richardson 6-1 6-3 | Angela Buxton John Barrett                |               |                     |
| 2 gennaio  | Riviera Championships 1956 Mentone, Francia Terra rossa Singolare - Doppio                 | Roberta Beltrame 6-4 6-1                                | Bouzin                                    |               |                     |
| 2 gennaio  | Riviera Championships 1956 Mentone, Francia Terra rossa Singolare - Doppio                 |                                                         |                                           |               |                     |
| 2 gennaio  | Cumberland Championships 1956 Sydney, Australia Singolare - Doppio                         | Beryl Penrose Collier 6-3 3-6 6-2                       | Mary Carter-Reitano                       |               |                     |
| 2 gennaio  | Cumberland Championships 1956 Sydney, Australia Singolare - Doppio                         |                                                         |                                           |               |                     |
| 6 gennaio  | Royal South Yarra Tournament 1956 Melbourne, Australia Singolare - Doppio                  | Wearne 6-2 6-4                                          | Judy Tegart-Dalton                        |               |                     |
| 6 gennaio  | Royal South Yarra Tournament 1956 Melbourne, Australia Singolare - Doppio                  |                                                         |                                           |               |                     |
| 7 gennaio  | Sydney Manly Seaside Championships 1956 Sydney, Australia Singolare - Doppio               | Mary Bevis-Hawton 6-3 6-1                               | Mary Carter-Reitano                       |               |                     |
| 7 gennaio  | Sydney Manly Seaside Championships 1956 Sydney, Australia Singolare - Doppio               | Beth Jones Pat Parmenter 6-3 10-8                       | Mary Carter-Reitano Margaret Hellyer      |               |                     |
| 7 gennaio  | Sydney Manly Seaside Championships 1956 Sydney, Australia Singolare - Doppio               | Doppio misto: Mary Bevis-Hawton Jack May                | Dorn Fogarty Max Anderson                 |               |                     |
| 9 gennaio  | Pierre Gillou Indoor 1956 Parigi, Francia Indoor Singolare - Doppio                        | Anne Shilcock 6-2 6-3                                   | Susan Partridge                           |               |                     |
| 9 gennaio  | Pierre Gillou Indoor 1956 Parigi, Francia Indoor Singolare - Doppio                        | Susan Patridge Chatrier Anne Shilcock 10-8 6-2          | Maud Galtier Anne-Marie Seghers           |               |                     |
| 9 gennaio  | Pierre Gillou Indoor 1956 Parigi, Francia Indoor Singolare - Doppio                        | Doppio misto: Doreen Spiers Jorgen Ulrich 6-4 5-7 6-2   | Erika Vollmer Jean Borotra                |               |                     |
| 9 gennaio  | Dixie Championships 1956 Tampa, USA Terra rossa Singolare - Doppio                         | Shirley Fry 6-4 3-6 6-3                                 | Dorothy Knode-Head                        |               |                     |
| 9 gennaio  | Dixie Championships 1956 Tampa, USA Terra rossa Singolare - Doppio                         | Dorothy Knode-Head Anne Bagge 6-4 6-4                   | Shirley Fry Elaine Hixon                  |               |                     |
| 14 gennaio | New Zealand Championships 1956 Christchurch, Nuova Zelanda Singolare - Doppio              | Sonia Cox 6-3 3-6 7-5                                   | Ruia Morrison-Davy                        |               |                     |
| 14 gennaio | New Zealand Championships 1956 Christchurch, Nuova Zelanda Singolare - Doppio              | Ruia Morrison-Davy Rosemary Bulleid 6-4 7-5             | Elaine Becroft Heather Robson             |               |                     |
| 14 gennaio | New Zealand Championships 1956 Christchurch, Nuova Zelanda Singolare - Doppio              | Doppio misto: Elaine Becroft Alan Burns 6-3 6-4         | Rosemary Bulleid Brian Woolf              |               |                     |
| 15 gennaio | Thunderbird Classic 1956 Phoenix, USA Cemento Singolare - Doppio                           | Beverly Baker-Fleitz 6-1 6-1                            | Mary Ann Mitchell                         |               |                     |
| 15 gennaio | Thunderbird Classic 1956 Phoenix, USA Cemento Singolare - Doppio                           |                                                         |                                           |               |                     |
| 15 gennaio | Thunderbird Classic 1956 Phoenix, USA Cemento Singolare - Doppio                           | Doppio misto: Beverly Baker-Fleitz John Fleitz 7-5 6-4  | Dorothy Bundy Cheney George Druliner      |               |                     |
| 15 gennaio | Florida West Coast Championships 1956 Saint Petersburg, USA Terra rossa Singolare - Doppio | Shirley Fry 3-6 6-4 7-5                                 | Dorothy Knode-Head                        |               |                     |
| 15 gennaio | Florida West Coast Championships 1956 Saint Petersburg, USA Terra rossa Singolare - Doppio |                                                         |                                           |               |                     |
| 23 gennaio | University of Miami Championships 1956 Coral Gables, USA Terra rossa Singolare - Doppio    | Dorothy Knode-Head 6-1 6-2                              | Shirley Fry                               |               |                     |
| 23 gennaio | University of Miami Championships 1956 Coral Gables, USA Terra rossa Singolare - Doppio    |                                                         |                                           |               |                     |
| 24 gennaio | Torneo di Barembach 1956 Barembach, Francia Singolare - Doppio                             | Anne-Marie Seghers 6-1 6-1                              | Colette Monnot                            |               |                     |
| 24 gennaio | Torneo di Barembach 1956 Barembach, Francia Singolare - Doppio                             |                                                         |                                           |               |                     |
| 29 gennaio | Torneo di Hollywood Beach 1956 Hollywood Beach, USA Terra rossa Singolare - Doppio         | Shirley Fry 6-0 6-2                                     | Marilyn Stock                             |               |                     |
| 29 gennaio | Torneo di Hollywood Beach 1956 Hollywood Beach, USA Terra rossa Singolare - Doppio         |                                                         |                                           |               |                     |
| 29 gennaio | Los Angeles Metropolitan Championships 1956 Los Angeles, USA Cemento Singolare - Doppio    | Darlene Hard 6-2 6-2                                    | Joan Johnson                              |               |                     |
| 29 gennaio | Los Angeles Metropolitan Championships 1956 Los Angeles, USA Cemento Singolare - Doppio    | Darlene Hard Ruth Hard 7-5 6-2                          | Joan Johnson Jeri Shepard                 |               |                     |
| 29 gennaio | Los Angeles Metropolitan Championships 1956 Los Angeles, USA Cemento Singolare - Doppio    | Doppio misto: Doreen Irish George Dukelow 6-2 6-4       | Evelyn Conrad Ed Kauder                   |               |                     |
| 29 gennaio | Scandanavian Covered Court Championships 1956 Stoccolma, Svezia Indoor Singolare - Doppio  | Angela Mortimer 4-6 6-4 6-3                             | Althea Gibson                             |               |                     |
| 29 gennaio | Scandanavian Covered Court Championships 1956 Stoccolma, Svezia Indoor Singolare - Doppio  | Angela Mortimer Anne Shilcock 6-3 3-6 7-5               | Althea Gibson Joan Johnson                |               |                     |
| 30 gennaio | Australian Championships 1956 Brisbane, Australia Erba Singolare - Doppio                  | Mary Carter-Reitano 3-6 6-2 9-7                         | Thelma Coyne                              |               |                     |
| 30 gennaio | Australian Championships 1956 Brisbane, Australia Erba Singolare - Doppio                  | Mary Bevis-Hawton Thelma Long 10-8, 13-11, 6-4          | Mary Carter-Reitano Beryl Penrose Collier |               |                     |
| 31 gennaio | Torneo di Cannes 1956 Cannes, Francia Singolare - Doppio                                   | Louise Snow Isaacs 6-3 1-6 6-3                          | Roberta Beltrame                          |               |                     |
| 31 gennaio | Torneo di Cannes 1956 Cannes, Francia Singolare - Doppio                                   |                                                         |                                           |               |                     |

## Febbraio
| Settimana   | Torneo                                                                               | Vincitore                                            | Finalista                             | Semifinalisti | Eliminati ai quarti |
| ----------- | ------------------------------------------------------------------------------------ | ---------------------------------------------------- | ------------------------------------- | ------------- | ------------------- |
| 2 febbraio  | All India Hard Court Championships 1956 Madras, India Singolare - Doppio             | Totta Zehden 6-4 6-4                                 | Inge Vogler                           |               |                     |
| 2 febbraio  | All India Hard Court Championships 1956 Madras, India Singolare - Doppio             |                                                      |                                       |               |                     |
| 5 febbraio  | German Covered Court Championships 1956 Colonia, Germania Singolare - Doppio         | Althea Gibson 4-6 6-3 6-2                            | Christiane Mercelis                   |               |                     |
| 5 febbraio  | German Covered Court Championships 1956 Colonia, Germania Singolare - Doppio         | Althea Gibson Suzanne Schmitt 6-4 6-0                | Solveig Gustafsson Gram Andersen      |               |                     |
| 5 febbraio  | German Covered Court Championships 1956 Colonia, Germania Singolare - Doppio         | Doppio misto: Althea Gibson Hugh Stewart 6-8 6-2 6-1 | Erika Vollmer Jean Borotra            |               |                     |
| 13 febbraio | Franch Covered Court Championships 1956 Parigi, Francia Singolare - Doppio           | Althea Gibson 6-2 8-6                                | Angela Buxton                         |               |                     |
| 13 febbraio | Franch Covered Court Championships 1956 Parigi, Francia Singolare - Doppio           | Althea Gibson Angela Buxton 6-2 6-3                  | Anne Shilcock Susan Patridge Chatrier |               |                     |
| 13 febbraio | Franch Covered Court Championships 1956 Parigi, Francia Singolare - Doppio           | Doppio misto: Angela Buxton Torsten Johansson        | Althea Gibson Hugh Stewart            |               |                     |
| 13 febbraio | South Florida Championships 1956 West Palm Beach, USA Singolare - Doppio             | Shirley Fry 6-1 6-1                                  | Nancy Morrison Montgomery             |               |                     |
| 13 febbraio | South Florida Championships 1956 West Palm Beach, USA Singolare - Doppio             |                                                      |                                       |               |                     |
| 13 febbraio | South Florida Championships 1956 West Palm Beach, USA Singolare - Doppio             | Doppio misto: Shirley Fry Bob Howe 6-2 6-1           | Anne Bagge Armando Vieira             |               |                     |
| 26 febbraio | Gallia Lawn Tennis Championships 1956 Cannes, Francia Terra rossa Singolare - Doppio | Althea Gibson 6-2 6-2                                | Shirley Bloomer-Brasher               |               |                     |
| 26 febbraio | Gallia Lawn Tennis Championships 1956 Cannes, Francia Terra rossa Singolare - Doppio |                                                      |                                       |               |                     |

## Marzo
| Settimana | Torneo                                                                                               | Vincitore                                          | Finalista                                | Semifinalisti | Eliminati ai quarti |
| --------- | --- | -------------------------------------------------- | ---------------------------------------- | ------------- | ------------------- |
| 3 marzo   | Riviera Championships 1956 Mentone, Francia Singolare - Doppio                                       | Shirley Bloomer-Brasher 7-5 6-4                    | Ilse Buding                              |               |                     |
| 3 marzo   | Riviera Championships 1956 Mentone, Francia Singolare - Doppio                                       | Shirley Bloomer-Brasher Louise Snow 9-7 6-4        | Edda Buding Ilse Buding                  |               |                     |
| 11 marzo  | Egyptian International Cairo Championships 1956 Cairo, Egitto Singolare - Doppio                     | Angela Mortimer 6-0 6-1                            | Althea Gibson                            |               |                     |
| 11 marzo  | Egyptian International Cairo Championships 1956 Cairo, Egitto Singolare - Doppio                     | Althea Gibson Betsy Venter Abbas 6-3 7-5           | Angela Mortimer Jennifer Staley Hoad     |               |                     |
| 11 marzo  | Torneo di La Jolla 1956 La Jolla, USA Singolare - Doppio                                             | Beverly Baker-Fleitz 6-3 6-3                       | Mary Arnold Prentiss                     |               |                     |
| 11 marzo  | Torneo di La Jolla 1956 La Jolla, USA Singolare - Doppio                                             | Patricia Todd Keaney 6-1 6-2                       | Dorothy Bundy Cheney Karen Hantze Susman |               |                     |
| 11 marzo  | Torneo di La Jolla 1956 La Jolla, USA Singolare - Doppio                                             | Doppio misto: Beverly Baker-Fleitz John Fleitz     | Jackie Tegland Mike Green                |               |                     |
| 11 marzo  | Colombia International 1956 Barranquilla, Colombia Singolare - Doppio                                | Shirley Fry 6-4 6-2                                | Dorothy Levine                           |               |                     |
| 11 marzo  | Colombia International 1956 Barranquilla, Colombia Singolare - Doppio                                | Shirley Fry Nancy Morrison Montgomery 6-4 7-5      | Yola Ramírez Dorothy Levine              |               |                     |
| 11 marzo  | Colombia International 1956 Barranquilla, Colombia Singolare - Doppio                                | Doppio misto: Shirley Fry Vic Seixas               | Nancy Morrison Montgomery Bob Howe       |               |                     |
| 11 marzo  | Torneo di Beaulieu 1956 Cannes, Francia Singolare - Doppio                                           | Ilse Buding 3-6 6-1 6-4                            | Shirley Bloomer-Brasher                  |               |                     |
| 11 marzo  | Torneo di Beaulieu 1956 Cannes, Francia Singolare - Doppio                                           | Shirley Bloomer-Brasher Louise Snow 7-5 6-2        | Marian Craig Smith Pat Hird              |               |                     |
| 16 marzo  | US Indoors 1956 Boston, USA Singolare - Doppio                                                       | Lois Felix 9-7 9-7                                 | June Stack                               |               |                     |
| 16 marzo  | US Indoors 1956 Boston, USA Singolare - Doppio                                                       | Lois Felix Katharine Hubbell 3-6 6-1 6-3           | Ruth Jeffery Midge Buck                  |               |                     |
| 16 marzo  | US Indoors 1956 Boston, USA Singolare - Doppio                                                       | Doppio misto: Ruth Jeffery Art Hobbs               | Lois Felix Mike Blanchard                |               |                     |
| 18 marzo  | New South Wales Hard Court Championships 1956 Wagga Wagga, Australia Singolare - Doppio              | Beryl Penrose Collier 6-2 7-5                      | Beth Jones                               |               |                     |
| 18 marzo  | New South Wales Hard Court Championships 1956 Wagga Wagga, Australia Singolare - Doppio              |                                                    |                                          |               |                     |
| 25 marzo  | Egyptian International Alexandria Championships 1956 Alessandria d'Egitto, Egitto Singolare - Doppio | Angela Mortimer 6-3 6-4                            | Althea Gibson                            |               |                     |
| 25 marzo  | Egyptian International Alexandria Championships 1956 Alessandria d'Egitto, Egitto Singolare - Doppio | Althea Gibson Betsy Abbas 6-3 6-1                  | Angela Mortimer Jennifer Staley Hoad     |               |                     |
| 25 marzo  | Egyptian International Alexandria Championships 1956 Alessandria d'Egitto, Egitto Singolare - Doppio | Doppio misto: Angela Mortimer Roger Becker 6-2 6-1 | Suzanne Mathieu Adel Ismail              |               |                     |
| 25 marzo  | Caribe Hilton Championships 1956 San Juan, Porto Rico Singolare - Doppio                             | Shirley Fry 3-6 6-3 6-4                            | Arnold                                   |               |                     |
| 25 marzo  | Caribe Hilton Championships 1956 San Juan, Porto Rico Singolare - Doppio                             | Darlene Hard Dorothy Knode-Head 6-1 6-1            | Shirley Fry Betty Rosenquest Pratt       |               |                     |
| 26 marzo  | Queensland Hard Court Championships 1956 Brisbane, Australia Singolare - Doppio                      | Fay Muller 6-2 6-3                                 | Shirley Lee                              |               |                     |
| 26 marzo  | Queensland Hard Court Championships 1956 Brisbane, Australia Singolare - Doppio                      |                                                    |                                          |               |                     |
| 28 marzo  | Cannes Lawn Tennis Club Championships 1956 Cannes, Francia Singolare - Doppio                        | Shirley Bloomer-Brasher 6-4 4-6 6-4                | Edda Buding                              |               |                     |
| 28 marzo  | Cannes Lawn Tennis Club Championships 1956 Cannes, Francia Singolare - Doppio                        |                                                    |                                          |               |                     |

## Aprile
| Settimana | Torneo                                                                                          | Vincitore                                                            | Finalista                                  | Semifinalisti | Eliminati ai quarti |
| --------- | ----------------------------------------------------------------------------------------------- | -------------------------------------------------------------------- | ------------------------------------------ | ------------- | ------------------- |
| 1º aprile | Caribbean Champbionships 1956 Montego Bay, Giamaica Singolare - Doppio                          | Shirley Fry 6-4 6-4                                                  | Dorothy Knode-Head                         |               |                     |
| 1º aprile | Caribbean Champbionships 1956 Montego Bay, Giamaica Singolare - Doppio                          | Shirley Fry Betty Rosenquest Pratt 6-3 6-3                           | Darlene Hard Dorothy Knode-Head            |               |                     |
| 1º aprile | Caribbean Champbionships 1956 Montego Bay, Giamaica Singolare - Doppio                          | Doppio misto: Shirley Fry Bob Howe 6-4                               | Darlene Hard Vic Seixas                    |               |                     |
| 2 aprile  | South African Championships 1956 Johannesburg, Sudafrica Singolare - Doppio                     | Dora Kilian-Shaw 4-6 7-5 6-4                                         | Gwendy Love                                |               |                     |
| 2 aprile  | South African Championships 1956 Johannesburg, Sudafrica Singolare - Doppio                     | Beryl Bartlett Gwendy Love 6-3 6-8 6-3 6-8 8-6                       | Dora Kilian Lucille van der Westhuizen     |               |                     |
| 2 aprile  | South African Championships 1956 Johannesburg, Sudafrica Singolare - Doppio                     | Doppio misto: Gwendy Love John Hurry                                 | Pat Ward-Hales Sven Davidson               |               |                     |
| 2 aprile  | Monte Carlo Cup 1956 Monte Carlo, Monte Carlo Singolare - Doppio                                | Althea Gibson 6-4 6-4                                                | Shirley Bloomer-Brasher                    |               |                     |
| 2 aprile  | Monte Carlo Cup 1956 Monte Carlo, Monte Carlo Singolare - Doppio                                | Shirley Bloomer-Brasher Pat Hird 6-3 7-5                             | Althea Gibson Louise Snow                  |               |                     |
| 3 aprile  | Tasmanian Championships 1956 Hobart, Australia Singolare - Doppio                               | Alison Burton Baker 1-6 6-1 6-1                                      | L. Bowden                                  |               |                     |
| 3 aprile  | Tasmanian Championships 1956 Hobart, Australia Singolare - Doppio                               |                                                                      |                                            |               |                     |
| 3 aprile  | Western Australian Championships 1956 Perth, Australia Singolare - Doppio                       | June Langley 6-2 6-1                                                 | McLeod                                     |               |                     |
| 3 aprile  | Western Australian Championships 1956 Perth, Australia Singolare - Doppio                       |                                                                      |                                            |               |                     |
| 7 aprile  | Roehampton Hard Court Championships 1956 Roehampton, Gran Bretagna Singolare - Doppio           | Pearl Panton 6-2 10-8                                                | Christine Truman                           |               |                     |
| 7 aprile  | Roehampton Hard Court Championships 1956 Roehampton, Gran Bretagna Singolare - Doppio           | Rosemary Deloford Joan Curry 8-6 4-6 6-2                             | Vera Roberts Sheila Griffin                |               |                     |
| 7 aprile  | Roehampton Hard Court Championships 1956 Roehampton, Gran Bretagna Singolare - Doppio           | Doppio misto: Sue Waters Bruce Gulley 7-5 5-5 (sospesa per oscurità) | Joan Curry Gearld Oakley                   |               |                     |
| 8 aprile  | Lebanon International 1956 Beirut, Libano Singolare - Doppio                                    | Angela Mortimer 6-2 6-3                                              | Jennifer Staley Hoad                       |               |                     |
| 8 aprile  | Lebanon International 1956 Beirut, Libano Singolare - Doppio                                    |                                                                      |                                            |               |                     |
| 8 aprile  | Lebanon International 1956 Beirut, Libano Singolare - Doppio                                    | Doppio misto: Jennifer Staley Hoad Lew Hoad 7-5 2-6 6-4              | Angela Mortimer Roger Becker               |               |                     |
| 8 aprile  | Nice Lawn Tennis Club Championships 1956 Nizza, Francia Singolare - Doppio                      | Christiane Mercelis 6-0 7-5                                          | Ingrid Metzner                             |               |                     |
| 8 aprile  | Nice Lawn Tennis Club Championships 1956 Nizza, Francia Singolare - Doppio                      | Gloria Butler Barbara Scofield Davidson 6-1 9-7                      | Edda Buding Ilse Buding                    |               |                     |
| 8 aprile  | St. Andrew Invitation 1956 St. Andrew, Giamaica Singolare - Doppio                              | Shirley Fry 5-7 6-0 7-5                                              | Darlene Hard                               |               |                     |
| 8 aprile  | St. Andrew Invitation 1956 St. Andrew, Giamaica Singolare - Doppio                              | Shirley Fry Betty Rosenquest Pratt 6-3 6-3                           | Darlene Hard Dorothy Knode-Head            |               |                     |
| 8 aprile  | St. Andrew Invitation 1956 St. Andrew, Giamaica Singolare - Doppio                              | Doppio misto: Darlene Hard Vic Seixas walkover                       | Shirley Fry Bob Howe                       |               |                     |
| 9 aprile  | Campionati Internazionali di Sicilia 1956 Palermo, Italia Singolare - Doppio                    | Althea Gibson 6-2 6-2                                                | Heather Brewer-Segal                       |               |                     |
| 9 aprile  | Campionati Internazionali di Sicilia 1956 Palermo, Italia Singolare - Doppio                    | Althea Gibson Heather Brewer-Segal 6-2 6-4                           | Thelma Long Mary Hawton                    |               |                     |
| 9 aprile  | Campionati Internazionali di Sicilia 1956 Palermo, Italia Singolare - Doppio                    | Doppio misto: Althea Gibson Orlando Sirola 4-6 6-3 6-1               | Thelma Long Umberto Bergamo                |               |                     |
| 12 aprile | Cumberland Hard Court Championships 1956 Hampstead, Gran Bretagna Singolare - Doppio            | Angela Buxton 6-0 6-4                                                | Sue Waters                                 |               |                     |
| 12 aprile | Cumberland Hard Court Championships 1956 Hampstead, Gran Bretagna Singolare - Doppio            | Angela Buxton Doreen Spiers titolo condiviso                         | Pat Hird Marian Craig Smith                |               |                     |
| 14 aprile | Australian Hard Court Championships 1956 Melbourne, Australia Singolare - Doppio                | Mary Carter-Reitano 7-5 4-6 6-1                                      | Margaret Toomey Martin                     |               |                     |
| 14 aprile | Australian Hard Court Championships 1956 Melbourne, Australia Singolare - Doppio                | Margaret Toomey Martin Loris Nichols 1-6 6-4 6-4                     | Lorraine Coghlan Robinson Margaret Hellyer |               |                     |
| 15 aprile | Campionato Partenopeo 1956 Napoli, Italia Singolare - Doppio                                    | Althea Gibson 6-1 8-6                                                | Heather Brewer-Segal                       |               |                     |
| 15 aprile | Campionato Partenopeo 1956 Napoli, Italia Singolare - Doppio                                    |                                                                      |                                            |               |                     |
| 15 aprile | Campionato Partenopeo 1956 Napoli, Italia Singolare - Doppio                                    | Doppio misto: Althea Gibson Orlando Sirola 4-6 9-7 7-5               | Thelma Long Luis Ayala                     |               |                     |
| 21 aprile | Rothmans Connaught Championships 1956 Chingford, Gran Bretagna Singolare - Doppio               | Angela Mortimer 6-3 6-1                                              | Jennifer Middleton                         |               |                     |
| 21 aprile | Rothmans Connaught Championships 1956 Chingford, Gran Bretagna Singolare - Doppio               | Angela Mortimer Jenny Hoad 6-2 6-3                                   | Jennifer Middleton Joan Curry              |               |                     |
| 21 aprile | Rothmans Connaught Championships 1956 Chingford, Gran Bretagna Singolare - Doppio               | Doppio misto: Jenny Hoad Lew Hoad 6-3 6-4                            | Barbara Knapp Howard Walton                |               |                     |
| 21 aprile | Surrey Hard Court Championships 1956 Sutton, Gran Bretagna Singolare - Doppio                   | Darlene Hard 11-9 6-3                                                | Angela Buxton                              |               |                     |
| 21 aprile | Surrey Hard Court Championships 1956 Sutton, Gran Bretagna Singolare - Doppio                   | Angela Buxton Shirley Bloomer-Brasher 0-6 8-6 7-5                    | Pat Hird Marion Craig Smith                |               |                     |
| 21 aprile | Surrey Hard Court Championships 1956 Sutton, Gran Bretagna Singolare - Doppio                   | Doppio misto: Darlene Hard Bob Howe 6-3 6-4                          | Shirley Bloomer-Brasher Billy Knight       |               |                     |
| 22 aprile | Torneo di Genova 1956 Genova, Italia Terra rossa Singolare - Doppio                             | Althea Gibson 6-3 6-4                                                | Thelma Coyne                               |               |                     |
| 22 aprile | Torneo di Genova 1956 Genova, Italia Terra rossa Singolare - Doppio                             |                                                                      |                                            |               |                     |
| 22 aprile | Torneo di Genova 1956 Genova, Italia Terra rossa Singolare - Doppio                             | Doppio misto: Althea Gibson Orlando Sirola 6-4 1-2 ritiro            | Thelma Long Luis Ayala                     |               |                     |
| 22 aprile | Paris International Championships 1956 Parigi, Francia Terra rossa Singolare - Doppio           | Ginette Bucaille 3-6 8-6 6-4                                         | Jacqueline Kermina                         |               |                     |
| 22 aprile | Paris International Championships 1956 Parigi, Francia Terra rossa Singolare - Doppio           | Valerie Forbes Daphnee Seeney Fancutt 6-4 3-6 6-2                    | Ginette Bucaille Suzanne Le Besnerais      |               |                     |
| 22 aprile | Paris International Championships 1956 Parigi, Francia Terra rossa Singolare - Doppio           | Doppio misto: Valerie Forbes Gordon Forbes                           | Patroni Malcolm Fox                        |               |                     |
| 23 aprile | River Oaks International Tennis Tournament 1956 Houston, USA Singolare - Doppio                 | Pat Naud 6-3 6-2                                                     | Marilyn Montgomery                         |               |                     |
| 23 aprile | River Oaks International Tennis Tournament 1956 Houston, USA Singolare - Doppio                 | Marilyn Montgomery Owen McHaney 6-4 7-5                              | Pat Naud Arriz                             |               |                     |
| 28 aprile | British Hard Court Championships 1956 Bournemouth, Gran Bretagna Terra rossa Singolare - Doppio | Angela Mortimer 7-5 5-7 6-1                                          | Shirley Bloomer-Brasher                    |               |                     |
| 28 aprile | British Hard Court Championships 1956 Bournemouth, Gran Bretagna Terra rossa Singolare - Doppio | Darlene Hard Angela Buxton 6-4 0-6 6-4                               | Angela Mortimer Anne Shilcock              |               |                     |
| 28 aprile | British Hard Court Championships 1956 Bournemouth, Gran Bretagna Terra rossa Singolare - Doppio | Doppio misto: Pat Ward-Hales Bob Howe 6-3 6-4                        | Anne Shilcock Ulf Schmidt                  |               |                     |
| 28 aprile | Torneo di Firenze 1956 Firenze, Italia Singolare - Doppio                                       | Althea Gibson 6-2 6-2                                                | Shirley Bloomer-Brasher                    |               |                     |
| 28 aprile | Torneo di Firenze 1956 Firenze, Italia Singolare - Doppio                                       |                                                                      |                                            |               |                     |
| 28 aprile | Torneo di Firenze 1956 Firenze, Italia Singolare - Doppio                                       | Doppio misto: Thelma Long Luis Ayala 6-1 6-2                         | Erika Vollmer Hugh Stewart                 |               |                     |
| 30 aprile | Ojai Valley Championships 1956 Ojai, USA Singolare - Doppio                                     | Beverly Baker-Fleitz 7-5 6-2                                         | Dodo Bundy Cheney                          |               |                     |
| 30 aprile | Ojai Valley Championships 1956 Ojai, USA Singolare - Doppio                                     |                                                                      |                                            |               |                     |
| 30 aprile | Ojai Valley Championships 1956 Ojai, USA Singolare - Doppio                                     | Doppio misto: Beverly Baker-Fleitz John Fleitz 7-5 6-3               | Dorothy Bundy Cheney Greg Grant            |               |                     |

## Maggio
| Settimana | Torneo                                                                               | Vincitore                                                    | Finalista                        | Semifinalisti | Eliminati ai quarti |
| --------- | ------------------------------------------------------------------------------------ | ------------------------------------------------------------ | -------------------------------- | ------------- | ------------------- |
| 5 maggio  | London Hard Court Championships 1956 Hurlingham, Gran Bretagna Singolare - Doppio    | Christine Truman 6-3 7-9 6-2                                 | Pat Hird                         |               |                     |
| 5 maggio  | London Hard Court Championships 1956 Hurlingham, Gran Bretagna Singolare - Doppio    | Joan Curry Jennifer Middleton 6-0 6-2                        | Bea Walter Carol Levy            |               |                     |
| 5 maggio  | London Hard Court Championships 1956 Hurlingham, Gran Bretagna Singolare - Doppio    | Doppio misto: Billie Woodgate Gerald Oakley 6-2 3-6 6-1      | Jennifer Middleton Brian Bowman  |               |                     |
| 7 maggio  | Granite Belt Championships 1956 Stanthorpe (Australia) Singolare - Doppio            | Z. Robinson 7-5 7-5                                          | Hamilton                         |               |                     |
| 7 maggio  | Granite Belt Championships 1956 Stanthorpe (Australia) Singolare - Doppio            |                                                              |                                  |               |                     |
| 7 maggio  | Wide Bay Tennis Championships 1956 Bundaberg, Australia Singolare - Doppio           | Linde 6-1 6-0                                                | Duncan                           |               |                     |
| 7 maggio  | Wide Bay Tennis Championships 1956 Bundaberg, Australia Singolare - Doppio           |                                                              |                                  |               |                     |
| 7 maggio  | Maroochy Tennis Championships 1956 Nambour, Australia Singolare - Doppio             | Beryl Penrose Collier 6-2 6-2                                | Betty Bradfield                  |               |                     |
| 7 maggio  | Maroochy Tennis Championships 1956 Nambour, Australia Singolare - Doppio             |                                                              |                                  |               |                     |
| 8 maggio  | Internazionali d'Italia 1956 Roma, Italia Terra rossa Singolare - Doppio             | Althea Gibson 6-3 7-5                                        | usy Kormoczyi                    |               |                     |
| 8 maggio  | Internazionali d'Italia 1956 Roma, Italia Terra rossa Singolare - Doppio             | Mary Bevis-Hawton Thelma Coyne 6-4 6-8 9-7                   | Angela Buxton Darlene Hard       |               |                     |
| 8 maggio  | Internazionali d'Italia 1956 Roma, Italia Terra rossa Singolare - Doppio             | Doppio misto: Thelma Long Luis Ayala 6-4, 6-3                | Shirley Bloomer Giorgio Fachini  |               |                     |
| 12 maggio | Shirley Park Hard Court Championships 1956 Croydon, Gran Bretagna Singolare - Doppio | Christine Truman 4-6 6-2 6-4                                 | Vera Roberts                     |               |                     |
| 12 maggio | Shirley Park Hard Court Championships 1956 Croydon, Gran Bretagna Singolare - Doppio | Vera Roberts Sheila Griffin 6-2 6-2                          | Enid Sutton Mrs. T.G. Allport    |               |                     |
| 12 maggio | Shirley Park Hard Court Championships 1956 Croydon, Gran Bretagna Singolare - Doppio | Doppio misto: Vera Roberts Alan Mills 6-2 8-6                | Gillian Evans John Paish         |               |                     |
| 13 maggio | Southern California Championships 1956 Los Angeles, USA Singolare - Doppio           | Beverly Baker-Fleitz 6-3 6-4                                 | Louise Brough                    |               |                     |
| 13 maggio | Southern California Championships 1956 Los Angeles, USA Singolare - Doppio           | Mary Arnold Prentiss Gertrude Irish 7-5 2-6 6-1              | Janet Hopps Adkisson Pat Yeomans |               |                     |
| 13 maggio | Southern California Championships 1956 Los Angeles, USA Singolare - Doppio           | Doppio misto: Janet Hopps Adkisson Bill Quillian 7-9 6-4 6-3 | Joan Johnson Merwin Miller       |               |                     |
| 20 maggio | California State Championships 1956 San Francisco, USA Singolare - Doppio            | Mimi Arnold 6-2 6-1                                          | Mary Ann Mitchell                |               |                     |
| 20 maggio | California State Championships 1956 San Francisco, USA Singolare - Doppio            | Barbara Benigni Margaret Warren 9-7 6-3                      | Wilma Smith Frances Umphred      |               |                     |
| 20 maggio | California State Championships 1956 San Francisco, USA Singolare - Doppio            | Doppio misto: Barbara Benigni Jack Frost 4-6 7-5 6-4         | Mary Ann Mitchell Bill Quillian  |               |                     |
| 26 maggio | Torneo di Lytham St Annes 1956 Lytham St Annes, Gran Bretagna Singolare - Doppio     | Kay Newcombe 3-6 10-8 6-4                                    | Kathleen Holt                    |               |                     |
| 26 maggio | Torneo di Lytham St Annes 1956 Lytham St Annes, Gran Bretagna Singolare - Doppio     | Rosemary Deloford Billie Woodgate 6-2 6-3                    | Jane Godfrey D. Hill             |               |                     |
| 27 maggio | Internazionali di Francia 1956 Parigi, Francia Terra rossa Singolare - Doppio        | Althea Gibson 6-0 12-10                                      | Angela Mortimer                  |               |                     |
| 27 maggio | Internazionali di Francia 1956 Parigi, Francia Terra rossa Singolare - Doppio        | Angela Buxton Althea Gibson 6-8, 8-6, 6-1                    | Darlene Hard Dorothy Knode-Head  |               |                     |

## Giugno
| Settimana | Torneo                                                                            | Vincitore                                                               | Finalista                                      | Semifinalisti | Eliminati ai quarti |
| --------- | --------------------------------------------------------------------------------- | ----------------------------------------------------------------------- | ---------------------------------------------- | ------------- | ------------------- |
| 2 giugno  | Surrey Championships 1956 Surbiton, Gran Bretagna Singolare - Doppio              | Althea Gibson 6-3 13-11                                                 | Anne Shilcock                                  |               |                     |
| 2 giugno  | Surrey Championships 1956 Surbiton, Gran Bretagna Singolare - Doppio              | Thelma Long Betty Rosenquest Pratt 6-4 6-3                              | Angela Buxton Althea Gibson                    |               |                     |
| 2 giugno  | Surrey Championships 1956 Surbiton, Gran Bretagna Singolare - Doppio              | Doppio misto: Thea Hale Ian Vermaak 3-6 6-4 6-3                         | Jennifer Edmondson Rod Laver                   |               |                     |
| 3 giugno  | Torneo Godò 1956 Barcellona, Spagna Singolare - Doppio                            | Heather Brewer-Segal 6-2 6-2                                            | Barbara Scofield-Davidson                      |               |                     |
| 3 giugno  | Torneo Godò 1956 Barcellona, Spagna Singolare - Doppio                            | Daphnee Seeney Fancutt Nell Hopman 6-4 6-0                              | Heather Brewer-Segal Barbara Scofield-Davidson |               |                     |
| 3 giugno  | Torneo Godò 1956 Barcellona, Spagna Singolare - Doppio                            | Doppio misto: Barbara Scofield-Davidson Bob Howe 9-11 7-5 7-5           | Daphnee Seeney Fancutt Trevor Fancutt          |               |                     |
| 4 giugno  | Victorian Hard Court Championships 1956 Melbourne, Australia Singolare - Doppio   | Loris Nichols 6-3 6-0                                                   | Norma Ellis Nethersole                         |               |                     |
| 4 giugno  | Victorian Hard Court Championships 1956 Melbourne, Australia Singolare - Doppio   |                                                                         |                                                |               |                     |
| 9 giugno  | Torneo di Cheltenham 1956 Cheltenham, Gran Bretagna Singolare - Doppio            | Ann Haydon Jones 6-1 5-7 6-1                                            | Viola White                                    |               |                     |
| 9 giugno  | Torneo di Cheltenham 1956 Cheltenham, Gran Bretagna Singolare - Doppio            | Sheila Speight Ann Haydon Jones                                         | Viola White Margaret Eyre                      |               |                     |
| 9 giugno  | Torneo di Cheltenham 1956 Cheltenham, Gran Bretagna Singolare - Doppio            | Doppio misto: Margaret Eyre Arthur Marshall 6-0 6-4                     | Joan Curry Bruce Francis                       |               |                     |
| 9 giugno  | Northern Championships 1956 Manchester, Gran Bretagna Singolare - Doppio          | Althea Gibson 2-6 6-4 6-4                                               | Louise Brough                                  |               |                     |
| 9 giugno  | Northern Championships 1956 Manchester, Gran Bretagna Singolare - Doppio          | Dorothy Knode-Head Anne Shilcock                                        | Thelma Long Betty Rosenquest Pratt             |               |                     |
| 9 giugno  | Northern Championships 1956 Manchester, Gran Bretagna Singolare - Doppio          | Doppio misto: Anne Shilcock Naresh Kumar 6-3 3-6 (sospesa per oscurità) | Shirley Fry Bob Howe                           |               |                     |
| 10 giugno | Torneo di Lugano 1956 Lugano, Svizzera Singolare - Doppio                         | Beverly Baker-Fleitz 1-6 6-3 6-3                                        | Jennifer Staley Hoad                           |               |                     |
| 10 giugno | Torneo di Lugano 1956 Lugano, Svizzera Singolare - Doppio                         | Beverly Baker-Fleitz Darlene Hard 6-3 7-5                               | Daphnee Seeney Fancutt Fay Muller              |               |                     |
| 10 giugno | Torneo di Lugano 1956 Lugano, Svizzera Singolare - Doppio                         | Doppio misto: Darlene Hard Ulf Schmidt 6-0 6-4                          | Fay Muller Neale Fraser                        |               |                     |
| 16 giugno | Kent Championships 1956 Beckenham, Gran Bretagna Singolare - Doppio               | Darlene Hard titolo condiviso (pioggia)                                 | Betty Rosenquest Pratt                         |               |                     |
| 16 giugno | Kent Championships 1956 Beckenham, Gran Bretagna Singolare - Doppio               | Darlene Hard Fay Muller titolo condiviso                                | Bea Walter Doreen Spiers                       |               |                     |
| 16 giugno | West of England Championships 1956 Bristol, Gran Bretagna Erba Singolare - Doppio | Althea Gibson 6-2 10-8                                                  | Daphnee Seeney Fancutt                         |               |                     |
| 16 giugno | West of England Championships 1956 Bristol, Gran Bretagna Erba Singolare - Doppio | Althea Gibson Daphnee Seeney Fancutt 6-2 6-4                            | Jenny Staley Hoad Jean Forbes                  |               |                     |
| 16 giugno | West of England Championships 1956 Bristol, Gran Bretagna Erba Singolare - Doppio | Doppio misto: Althea Gibson Luis Ayala titolo condiviso                 | Jean Forbes Gordon Forbes                      |               |                     |
| 23 giugno | Queen's Club Championships 1956 Londra, Gran Bretagna Erba Singolare - Doppio     | Angela Buxton 6-4 6-0                                                   | Pat Ward-Hales                                 |               |                     |
| 23 giugno | Queen's Club Championships 1956 Londra, Gran Bretagna Erba Singolare - Doppio     | Louise Brough Shirley Fry 6-3 7-5                                       | Althea Gibson Angela Buxton                    |               |                     |
| 23 giugno | Queen's Club Championships 1956 Londra, Gran Bretagna Erba Singolare - Doppio     | Doppio misto: Althea Gibson Gardnar Mulloy 3-6 6-3 6-4                  | Darlene Hard Bob Howe                          |               |                     |
| 24 giugno | Southern Championships 1956 Atlanta, USA Singolare - Doppio                       | Yola Ramírez 7-5 10-8                                                   | Karol Fageros                                  |               |                     |
| 24 giugno | Southern Championships 1956 Atlanta, USA Singolare - Doppio                       | Karol Fageros Yola Ramírez 6-1 6-3                                      | Julie Copeland Sara Mae Turber                 |               |                     |

## Luglio
| Settimana | Torneo                                                                                    | Vincitore                                            | Finalista                                  | Semifinalisti | Eliminati ai quarti |
| --------- | ----------------------------------------------------------------------------------------- | ---------------------------------------------------- | ------------------------------------------ | ------------- | ------------------- |
| 4 luglio  | Worthing Municipal 1956 Worthing, Gran Bretagna Singolare - Doppio                        | Ann Haydon Jones 6-0 6-3                             | Sheila Bramley                             |               |                     |
| 4 luglio  | Worthing Municipal 1956 Worthing, Gran Bretagna Singolare - Doppio                        | Ann Haydon Jones Sheila Bramley 6-0 6-1              | C. Emmett J. Covell                        |               |                     |
| 7 luglio  | West Berlin Championships 1956 Berlino Ovest, Germania Singolare - Doppio                 | Dorothy Knode-Head 5-7 6-3 6-3                       | Margot Dittmeyer                           |               |                     |
| 7 luglio  | West Berlin Championships 1956 Berlino Ovest, Germania Singolare - Doppio                 |                                                      |                                            |               |                     |
| 7 luglio  | West Berlin Championships 1956 Berlino Ovest, Germania Singolare - Doppio                 | Doppio misto: Ulla Eilemann Peter Scholl 9-7 6-4     | Dottie Knode Herb Flam                     |               |                     |
| 7 luglio  | Tri-State Championships 1956 Cincinnati, USA Singolare - Doppio                           | Ramirez Ochoa 7-5 6-1                                | Mitchell                                   |               |                     |
| 7 luglio  | Tri-State Championships 1956 Cincinnati, USA Singolare - Doppio                           |                                                      |                                            |               |                     |
| 7 luglio  | Torneo di Wimbledon 1956 Londra, Gran Bretagna Erba Singolare - Doppio                    | Shirley Fry 6-3 6-1                                  | Angela Buxton                              |               |                     |
| 7 luglio  | Torneo di Wimbledon 1956 Londra, Gran Bretagna Erba Singolare - Doppio                    | Angela Buxton Althea Gibson 6-1, 8-6                 | Fay Muller Daphnee Seeney Fancutt          |               |                     |
| 14 luglio | Durham Championships 1956 Sunderland, Gran Bretagna Singolare - Doppio                    | Ann Haydon Jones 6-1 6-1                             | Kay Newcombe                               |               |                     |
| 14 luglio | Durham Championships 1956 Sunderland, Gran Bretagna Singolare - Doppio                    | Bernice Carr-Vukovich Meryl Hammill titolo condiviso | Rosemary Bulleid Georgie Woodgate          |               |                     |
| 14 luglio | Irish Championships 1956 Dublino, Irlanda Singolare - Doppio                              | Shirley Bloomer-Brasher 8-6 6-2                      | Dorothy Knode-Head                         |               |                     |
| 14 luglio | Irish Championships 1956 Dublino, Irlanda Singolare - Doppio                              | Daphnee Seeney Fancutt Thea Hale 6-2-2-6 6-4         | Dorothy Knode-Head Shirley Bloomer-Brasher |               |                     |
| 14 luglio | Midland Counties Championships 1956 Edgbaston, Gran Bretagna Singolare - Doppio           | Angela Mortimer 6-2 4-6 6-0                          | Jennifer Staley Hoad                       |               |                     |
| 14 luglio | Midland Counties Championships 1956 Edgbaston, Gran Bretagna Singolare - Doppio           | Gill Worrall Valerie Pitt 6-4 8-10 8-6               | Sheila Colebrooke Jenny Middleton          |               |                     |
| 15 luglio | Swedish International Hard Court Championships 1956 Båstad, Svezia Singolare - Doppio     | Angela Buxton 3-6 6-3 6-4                            | Bibbi Gullbrandsson-Sanden                 |               |                     |
| 15 luglio | Swedish International Hard Court Championships 1956 Båstad, Svezia Singolare - Doppio     |                                                      |                                            |               |                     |
| 15 luglio | Düsseldorf Championships 1956 Düsseldorf, Germania Terra rossa Singolare - Doppio         | Shirley Fry 6-1 13-11                                | Heather Brewer-Segal                       |               |                     |
| 15 luglio | Düsseldorf Championships 1956 Düsseldorf, Germania Terra rossa Singolare - Doppio         |                                                      |                                            |               |                     |
| 21 luglio | Scottish Championships 1956 Edimburgo, Gran Bretagna Singolare - Doppio                   | Christine Truman 7-5 6-4                             | Valerie Lewis                              |               |                     |
| 21 luglio | Scottish Championships 1956 Edimburgo, Gran Bretagna Singolare - Doppio                   | Christine Truman Valerie Lewis 8-6 6-1               | Gilelspie J. Smart                         |               |                     |
| 21 luglio | Essex Championships 1956 Frinton, Gran Bretagna Singolare - Doppio                        | Anne Shilcock 6-4 6-2                                | Margaret O'Donnell                         |               |                     |
| 21 luglio | Essex Championships 1956 Frinton, Gran Bretagna Singolare - Doppio                        | Marion Boundy Anne Shilcock 8-6 6-2                  | Jean Forbes Thea Hale                      |               |                     |
| 21 luglio | North of England Championships 1956 Hoylake, Gran Bretagna Singolare - Doppio             | Shirley Bloomer-Brasher 6-0 6-1                      | Georgie Woodgate                           |               |                     |
| 21 luglio | North of England Championships 1956 Hoylake, Gran Bretagna Singolare - Doppio             | Shirley Bloomer-Brasher Georgie Woodgate 3-6 6-2 6-1 | Lisa Gram Andersen Sheila Bramley          |               |                     |
| 21 luglio | Welsh Championships 1956 Newport, Gran Bretagna Singolare - Doppio                        | Ann Haydon Jones 6-2 6-3                             | Daphnee Seeney Fancutt                     |               |                     |
| 21 luglio | Welsh Championships 1956 Newport, Gran Bretagna Singolare - Doppio                        | Kay Newcombe Daphnee Seeney Fancutt                  | Ann Haydon Jones Sheila Armstrong          |               |                     |
| 22 luglio | US Clay Court Championships 1956 Illinois, USA Singolare - Doppio                         | Shirley Fry 7-5 6-1                                  | Althea Gibson                              |               |                     |
| 22 luglio | US Clay Court Championships 1956 Illinois, USA Singolare - Doppio                         | Shirley Fry Dorothy Knode-Head 6-2 6-1               | Martha Hernandez Yola Ramírez              |               |                     |
| 22 luglio | Middle States Championships 1956 Filadelfia, USA Erba Singolare - Doppio                  | Margaret Osborne                                     |                                            |               |                     |
| 22 luglio | Middle States Championships 1956 Filadelfia, USA Erba Singolare - Doppio                  |                                                      |                                            |               |                     |
| 22 luglio | Czechoslovakian International Championships 1956 Praga, Cecoslovacchia Singolare - Doppio | Erika Vollmer 6-2 6-4                                | Totta Zehden                               |               |                     |
| 22 luglio | Czechoslovakian International Championships 1956 Praga, Cecoslovacchia Singolare - Doppio | Erika Vollmer Totta Zehden 6-0 6-3                   | Marta Peterdy Erdodi                       |               |                     |
| 29 luglio | Swiss International Championships 1956 Gstaad, Svizzera Singolare - Doppio                | Heather Brewer-Segal 6-3 6-1                         | Nicla Migliori                             |               |                     |
| 29 luglio | Swiss International Championships 1956 Gstaad, Svizzera Singolare - Doppio                | Heather Brewer-Segal Nell Hopman 6-1 6-3             | Jacqueline Kermina Inge Vogler             |               |                     |
| 29 luglio | Pennsylvania Lawn Tennis Championship 1956 Haverford, USA Singolare - Doppio              | Althea Gibson 6-1 6-4                                | Margaret Osborne                           |               |                     |
| 29 luglio | Pennsylvania Lawn Tennis Championship 1956 Haverford, USA Singolare - Doppio              | Louise Brough Margaret Osborne 6-2 4-6 6-3           | Barbara Green Bunny Vosters                |               |                     |
| 29 luglio | Pennsylvania Lawn Tennis Championship 1956 Haverford, USA Singolare - Doppio              | Doppio misto: Pat Naud Max Brown 6-3 8-6             | Bunny Vosters James Schnarr                |               |                     |
| 29 luglio | Polish International Championships 1956 Sopot, Polonia Singolare - Doppio                 | Anne Marie Seghers 6-2 6-0                           | Mily Vagn Nielsen                          |               |                     |
| 29 luglio | Polish International Championships 1956 Sopot, Polonia Singolare - Doppio                 | Jadwiga Jędrzejowska Zuzana Ryczkowna 6-8 7-5 6-0    | Marta Peterdy Brossman                     |               |                     |

## Agosto
| Settimana | Torneo                                                                            | Vincitore                                             | Finalista                          | Semifinalisti | Eliminati ai quarti |
| --------- | --------------------------------------------------------------------------------- | ----------------------------------------------------- | ---------------------------------- | ------------- | ------------------- |
| agosto    | Istanbul International Championships 1956 Istanbul, Turchia Singolare - Doppio    | Edda Buding 4-6 9-7 6-3                               | Pat Ward-Hales                     |               |                     |
| agosto    | Istanbul International Championships 1956 Istanbul, Turchia Singolare - Doppio    |                                                       |                                    |               |                     |
| agosto    | Canadian Championships 1956 Vancouver, Canada Singolare - Doppio                  | Jean Laird 4-6 7-5 8-6                                | Linda Vail                         |               |                     |
| agosto    | Canadian Championships 1956 Vancouver, Canada Singolare - Doppio                  | June Lee Pat Miller 6-3, 7-5                          | Jean Laird Linda Vail              |               |                     |
| 5 agosto  | German Championships 1956 Amburgo, Germania Singolare - Doppio                    | Thelma Coyne 7-5 6-2                                  | Silvana Lazzarino                  |               |                     |
| 5 agosto  | German Championships 1956 Amburgo, Germania Singolare - Doppio                    | Fay Muller Daphnee Seeney Fancutt 4-6 6-4 6-2         | Erika Vollmer Vera Sukova Puzejova |               |                     |
| 5 agosto  | German Championships 1956 Amburgo, Germania Singolare - Doppio                    | Doppio misto: Thelma Coyne Long Luis Ayala            |                                    |               |                     |
| 8 agosto  | Torneo di Moseley 1956 Moseley, Gran Bretagna Singolare - Doppio                  | Kay Newcombe 6-2 6-4                                  | Billie Woodgate                    |               |                     |
| 8 agosto  | Torneo di Moseley 1956 Moseley, Gran Bretagna Singolare - Doppio                  |                                                       |                                    |               |                     |
| 12 agosto | Eastern Grass Court Championships 1956 Orange, USA Singolare - Doppio             | Althea Gibson 6-1 6-3                                 | Louise Brough                      |               |                     |
| 12 agosto | Eastern Grass Court Championships 1956 Orange, USA Singolare - Doppio             | Althea Gibson Darlene Hard 6-2 6-4                    | Janet Hopps Adkisson Diane Wootton |               |                     |
| 18 agosto | Torneo di Montrose 1956 Montrose, Gran Bretagna Singolare - Doppio                | Margaret O'Donnell 2-6 6-2 6-3                        | Kay Newcombe                       |               |                     |
| 18 agosto | Torneo di Montrose 1956 Montrose, Gran Bretagna Singolare - Doppio                |                                                       |                                    |               |                     |
| 19 agosto | Brumana International 1956 Brummana, Libano Singolare - Doppio                    | Edda Buding 6-1 8-6                                   | Daphnee Seeney Fancutt             |               |                     |
| 19 agosto | Brumana International 1956 Brummana, Libano Singolare - Doppio                    | Daphnee Seeney Fancutt Pat Ward-Hales 8-6 6-2         | Edda Buding Ilse Buding            |               |                     |
| 19 agosto | Brumana International 1956 Brummana, Libano Singolare - Doppio                    | Doppio misto: Ilse Buding Don Candy                   | Pat Ward Gordon Forbes             |               |                     |
| 19 agosto | Essex County Championships 1956 Manchester, USA Singolare - Doppio                | Shirley Fry 6-4 4-6 6-2                               | Louise Brough                      |               |                     |
| 19 agosto | Essex County Championships 1956 Manchester, USA Singolare - Doppio                | Shirley Fry Betty Rosenquest Pratt 6-2 1-6 6-4        | Louise Brough Margaret duPont      |               |                     |
| 19 agosto | Essex County Championships 1956 Manchester, USA Singolare - Doppio                | Doppio misto: Janet Hopps Adkisson Hans Estin 6-4 7-5 | Midge Buck Dick Buck               |               |                     |
| 20 agosto | Torneo di Exmouth 1956 Exmouth, Gran Bretagna Singolare - Doppio                  | Christine Truman 6-1 6-1                              | Parker                             |               |                     |
| 20 agosto | Torneo di Exmouth 1956 Exmouth, Gran Bretagna Singolare - Doppio                  |                                                       |                                    |               |                     |
| 25 agosto | Torneo di Ortisei 1956 Ortisei, Italia Singolare - Doppio                         | Thelma Coyne 6-0 6-2                                  | Silvana Lazzarino                  |               |                     |
| 25 agosto | Torneo di Ortisei 1956 Ortisei, Italia Singolare - Doppio                         |                                                       |                                    |               |                     |
| 25 agosto | North of England Championships 1956 Scarborough, Gran Bretagna Singolare - Doppio | Ann Haydon Jones 6-2 7-5                              | Elaine Watson                      |               |                     |
| 25 agosto | North of England Championships 1956 Scarborough, Gran Bretagna Singolare - Doppio | Ann Haydon Jones Elaine Watson 6-4 6-1                | Pat Hird Jenny Middleton           |               |                     |
| 25 agosto | ATA Tournament 1956 Wilberforce, USA Singolare - Doppio                           | Althea Gibson 6-1 6-1                                 | Brown                              |               |                     |
| 25 agosto | ATA Tournament 1956 Wilberforce, USA Singolare - Doppio                           |                                                       |                                    |               |                     |

## Settembre
| Settimana    | Torneo                                                                                 | Vincitore                                         | Finalista                            | Semifinalisti | Eliminati ai quarti |
| ------------ | -------------------------------------------------------------------------------------- | ------------------------------------------------- | ------------------------------------ | ------------- | ------------------- |
| 1º settembre | Torneo di Budleigh Salterton 1956 Budleigh Salterton, Gran Bretagna Singolare - Doppio | Ann Haydon Jones 6-3 6-2                          | Elaine Watson                        |               |                     |
| 1º settembre | Torneo di Budleigh Salterton 1956 Budleigh Salterton, Gran Bretagna Singolare - Doppio | Ann Haydon Jones Elaine Watson 6-4 6-2            | Billie Woodgate Diane Midgley        |               |                     |
| 2 settembre  | Sydney Metropolitan Hard Court Championships 1956 Sydney, Australia Singolare - Doppio | Beryl Penrose Collier 6-4 6-                      | Margaret Hellyer                     |               |                     |
| 2 settembre  | Sydney Metropolitan Hard Court Championships 1956 Sydney, Australia Singolare - Doppio |                                                   |                                      |               |                     |
| 3 settembre  | Eastern Mediterranean Championships 1956 Atene, Grecia Singolare - Doppio              | Edda Buding 6-2 6-2                               | Daphnee Seeney Fancutt               |               |                     |
| 3 settembre  | Eastern Mediterranean Championships 1956 Atene, Grecia Singolare - Doppio              |                                                   |                                      |               |                     |
| 9 settembre  | Austrian International Championships 1956 Linz, Austria Singolare - Doppio             | Erika Vollmer 6-3 6-4                             | Vera Sukova Puzejova                 |               |                     |
| 9 settembre  | Austrian International Championships 1956 Linz, Austria Singolare - Doppio             |                                                   |                                      |               |                     |
| 9 settembre  | Canadian Invitation 1956 (O'Keefe) Toronto, Canada Singolare - Doppio                  | Althea Gibson 6-3 6-1                             | Shirley Bloomer-Brasher              |               |                     |
| 9 settembre  | Canadian Invitation 1956 (O'Keefe) Toronto, Canada Singolare - Doppio                  | Althea Gibson Karol Fageros                       | Shirley Bloomer-Brasher Jenny Hoad   |               |                     |
| 12 settembre | U.S. National Championships 1956 New York, USA Erba Singolare - Doppio                 | Shirley Fry 6-3 6-4                               | Althea Gibson                        |               |                     |
| 12 settembre | U.S. National Championships 1956 New York, USA Erba Singolare - Doppio                 | Louise Brough Margaret Osborne 6-3, 6-0           | Shirley Fry Betty Pratt              |               |                     |
| 16 settembre | Colorado State Championships 1956 Colorado, USA Singolare - Doppio                     | Althea Gibson 6-4 6-4                             | Dorothy Knode-Head                   |               |                     |
| 16 settembre | Colorado State Championships 1956 Colorado, USA Singolare - Doppio                     |                                                   |                                      |               |                     |
| 16 settembre | South of England Championships 1956 Eastbourne, Gran Bretagna Singolare - Doppio       | Anne Shilcock 6-1 6-2                             | Burrell                              |               |                     |
| 16 settembre | South of England Championships 1956 Eastbourne, Gran Bretagna Singolare - Doppio       | Joan Curry Pat Hird 8-6 7-5                       | Anne Shilcock Margaret Eyre          |               |                     |
| 23 settembre | Pacific Southwest Championships 1956 Los Angeles, USA Singolare - Doppio               | Althea Gibson 4-6 6-2 6-1                         | Nancy Chaffee Kiner                  |               |                     |
| 23 settembre | Pacific Southwest Championships 1956 Los Angeles, USA Singolare - Doppio               | Althea Gibson Darlene Hard 7-5 3-6 6-2            | Nancy Chaffee Kiner Patricia Todd    |               |                     |
| 30 settembre | Pacific Coast Championships 1956 Berkeley, USA Cemento Singolare - Doppio              | Shirley Bloomer-Brasher 6-0 6-1                   | Dorothy Bundy Cheney                 |               |                     |
| 30 settembre | Pacific Coast Championships 1956 Berkeley, USA Cemento Singolare - Doppio              | Shirley Bloomer-Brasher Martha Hernandez 6-3 10-8 | Dorothy Bundy Cheney Margaret Warren |               |                     |

## Ottobre
| Settimana  | Torneo                                                                                      | Vincitore                              | Finalista                            | Semifinalisti | Eliminati ai quarti |
| ---------- | ------------------------------------------------------------------------------------------- | -------------------------------------- | ------------------------------------ | ------------- | ------------------- |
| 2 ottobre  | ACT Championships 1956 Canberra, Australia Singolare - Doppio                               | Mary Carter-Reitano 6-1 7-9 6-2        | Pat Parmenter                        |               |                     |
| 2 ottobre  | ACT Championships 1956 Canberra, Australia Singolare - Doppio                               |                                        |                                      |               |                     |
| 12 ottobre | Sydney Metropolitan Grass Court Championships 1956 Sydney, Australia Singolare - Doppio     | Margaret Hellyer 4-6 6-2 6-1           | Mary Carter-Reitano                  |               |                     |
| 12 ottobre | Sydney Metropolitan Grass Court Championships 1956 Sydney, Australia Singolare - Doppio     |                                        |                                      |               |                     |
| 14 ottobre | Glen Iris Invitational 1956 Melbourne, Australia Singolare - Doppio                         | Lorraine Coghlan Robinson 6-2 6-4      | Eva Duldig                           |               |                     |
| 14 ottobre | Glen Iris Invitational 1956 Melbourne, Australia Singolare - Doppio                         |                                        |                                      |               |                     |
| 14 ottobre | South Coast Championships 1956 Southport, Australia Singolare - Doppio                      | Fay Muller 6-0 6-3                     | Dorothy Linde                        |               |                     |
| 14 ottobre | South Coast Championships 1956 Southport, Australia Singolare - Doppio                      |                                        |                                      |               |                     |
| 16 ottobre | Pan American International Championships 1956 Città del Messico, Messico Singolare - Doppio | Althea Gibson 8-6 6-4                  | Darlene Hard                         |               |                     |
| 16 ottobre | Pan American International Championships 1956 Città del Messico, Messico Singolare - Doppio | Althea Gibson Darlene Hard 4-6 6-1 6-4 | Yola Ramírez Rosa Maria Reyes Darmon |               |                     |
| 28 ottobre | Chile International Championships 1956 Santiago, Cile Singolare - Doppio                    | Maria Tort 4-6 9-7 9-7                 | Luisa Morales                        |               |                     |
| 28 ottobre | Chile International Championships 1956 Santiago, Cile Singolare - Doppio                    | Maria Tort Luisa Morales 6-0 6-2       | Carmen Ibarra Maria Ibarra           |               |                     |

## Novembre
| Settimana   | Torneo                                                                                  | Vincitore                                     | Finalista                                  | Semifinalisti | Eliminati ai quarti |
| ----------- | --------------------------------------------------------------------------------------- | --------------------------------------------- | ------------------------------------------ | ------------- | ------------------- |
| novembre    | Brazil International Championships 1956 Rio de Janeiro, Brasile Singolare - Doppio      | Yola Ramírez 6-4 6-3                          | Rosa Maria Reyes Darmon                    |               |                     |
| novembre    | Brazil International Championships 1956 Rio de Janeiro, Brasile Singolare - Doppio      |                                               |                                            |               |                     |
| 3 novembre  | Queensland Championships 1956 Milton, Australia Singolare - Doppio                      | Mary Carter-Reitano 4-6 6-2 7-5               | Margaret Hellyer                           |               |                     |
| 3 novembre  | Queensland Championships 1956 Milton, Australia Singolare - Doppio                      | Mary Carter-Reitano Fay Muller 4-6 6-2 6-1    | Margaret Hellyer Lorraine Coghlan Robinson |               |                     |
| 4 novembre  | Bermuda International Championships 1956 Hamilton, Bermuda Singolare - Doppio           | Sheila Gosling 6-2 6-3                        | Jones                                      |               |                     |
| 4 novembre  | Bermuda International Championships 1956 Hamilton, Bermuda Singolare - Doppio           |                                               |                                            |               |                     |
| 10 novembre | Palace Hotel Covered Court Championships 1956 Torquay, Gran Bretagna Singolare - Doppio | Thelma Coyne 6-4 4-6 7-5                      | Angela Buxton                              |               |                     |
| 10 novembre | Palace Hotel Covered Court Championships 1956 Torquay, Gran Bretagna Singolare - Doppio | Elaine Watson Shenton Angela Buxton 6-4 14-12 | Thelma Coyne Rosemary Bulleid              |               |                     |
| 11 novembre | Argentina International Championships 1956 Buenos Aires, Argentina Singolare - Doppio   | Nora De Somoza 6-4 6-2                        | June Hanson                                |               |                     |
| 11 novembre | Argentina International Championships 1956 Buenos Aires, Argentina Singolare - Doppio   | Julia Borzone Elena Eguiguren                 | Maria Tort Carmen Ibarra                   |               |                     |
| 17 novembre | New South Wales Championships 1956 Sydney, Australia Singolare - Doppio                 | Althea Gibson 10-8 6-2                        | Shirley Fry                                |               |                     |
| 17 novembre | New South Wales Championships 1956 Sydney, Australia Singolare - Doppio                 | Shirley Fry Althea Gibson 7-5 6-4             | Mary Carter-Reitano Beryl Penrose Collier  |               |                     |

## Dicembre
| Settimana   | Torneo                                                                            | Vincitore                                           | Finalista                                  | Semifinalisti | Eliminati ai quarti |
| ----------- | --------------------------------------------------------------------------------- | --------------------------------------------------- | ------------------------------------------ | ------------- | ------------------- |
| dicembre    | Border Championships 1956 East London, Sudafrica Singolare - Doppio               | Beryl Bartlett 10-8 1-6 6-1                         | Bernice Carr                               |               |                     |
| dicembre    | Border Championships 1956 East London, Sudafrica Singolare - Doppio               | Beryl Bartlett Gwendolyn Love 6-3 6-4               | Val Forbes Daphne Seeney                   |               |                     |
| 1º dicembre | South Australian Championships 1956 Adelaide, Australia Singolare - Doppio        | Althea Gibson 8-6 7-5                               | Shirley Fry                                |               |                     |
| 1º dicembre | South Australian Championships 1956 Adelaide, Australia Singolare - Doppio        | Althea Gibson Shirley Fry 6-1 6-2                   | Lorraine Coghlan Robinson Margaret Hellyer |               |                     |
| 1º dicembre | British Covered Court Championships 1956 Londra, Gran Bretagna Singolare - Doppio | Angela Buxton 6-2 6-2                               | Anne Shilcock                              |               |                     |
| 1º dicembre | British Covered Court Championships 1956 Londra, Gran Bretagna Singolare - Doppio | Anne Shilcock Pat Ward-Hales 6-3 6-2                | Shirley Bloomer-Brasher Angela Buxton      |               |                     |
| 15 dicembre | Victorian Championships 1956 Melbourne, Australia Singolare - Doppio              | Shirley Fry 4-6 9-7 8-6                             | Althea Gibson                              |               |                     |
| 15 dicembre | Victorian Championships 1956 Melbourne, Australia Singolare - Doppio              | Althea Gibson Shirley Fry                           | Mary Bevis-Hawton Fay Muller               |               |                     |
| 15 dicembre | Victorian Championships 1956 Melbourne, Australia Singolare - Doppio              | Doppio misto: Althea Gibson Neale Fraser            | Fay Muller Malcolm Anderson                |               |                     |
| 16 dicembre | US Hard Court Championships 1956 La Jolla, USA Singolare - Doppio                 | Nancy Chaffee Kiner 6-4 5-7 7-5                     | Patricia Todd                              |               |                     |
| 16 dicembre | US Hard Court Championships 1956 La Jolla, USA Singolare - Doppio                 |                                                     |                                            |               |                     |
| 30 dicembre | Royal South Yarra Tournament 1956 Melbourne, Australia Singolare - Doppio         | Maureen McCalman Pratt 6-4 2-6 6-2                  | Rita Bentley                               |               |                     |
| 30 dicembre | Royal South Yarra Tournament 1956 Melbourne, Australia Singolare - Doppio         |                                                     |                                            |               |                     |
| 30 dicembre | Royal South Yarra Tournament 1956 Melbourne, Australia Singolare - Doppio         | Doppio misto: Rita Bentley Cedric Mason 1-6 6-3 6-4 | Loris Nichols Southam Martin               |               |                     |